# Benin na Letnich Igrzyskach Olimpijskich 1984
Benin na Letnich Igrzyskach Olimpijskich 1984 reprezentowało 3 zawodników byli to sami mężczyźni.

## Skład kadry

### Boks
- Firmin Abissi
  - Waga kogucia – 17. miejsce

- Georges Boco
  - Waga półśrednia – 17. miejsce

- Maxime Mehinto
  - Waga lekkośrednia – 17. miejsce